# 베를린 사비니플라츠역
베를린 사비니플라츠역(Bahnhof Berlin Savignyplatz)은 베를린 샤를로텐부르크빌머스도르프구 샤를로텐부르크에 위치한 베를린 S반의 철도역이다. 베를린 도심선에서 가장 나중에 지어진 역이다. 섬식 승강장이 설치되어 있으며, 무쇠 기둥 위에 설치되어 있는 천장과 대합실을 포함한 역사는 베를린의 건축유산으로 지정되어 있다. 한 쪽 출입구는 사비니 광장(Savignyplatz)과 엘제우리보겐(Else-Ury-Bogen)으로 연결되며, 다른 쪽 출입구는 슐뤼터슈트라세(Schlüterstraße)로 연결된다.

## 역사

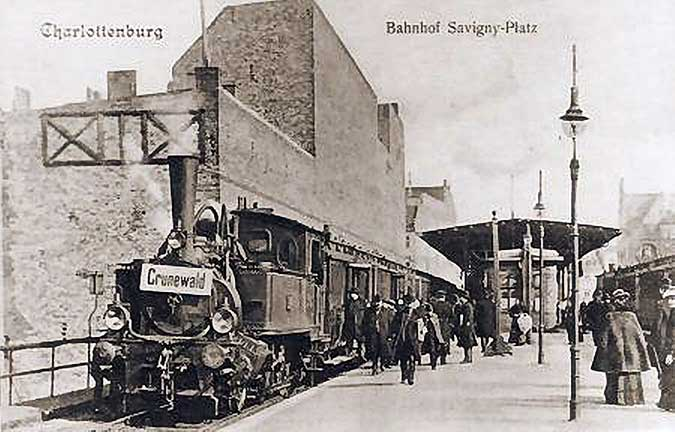
1900년 사비니플라츠역

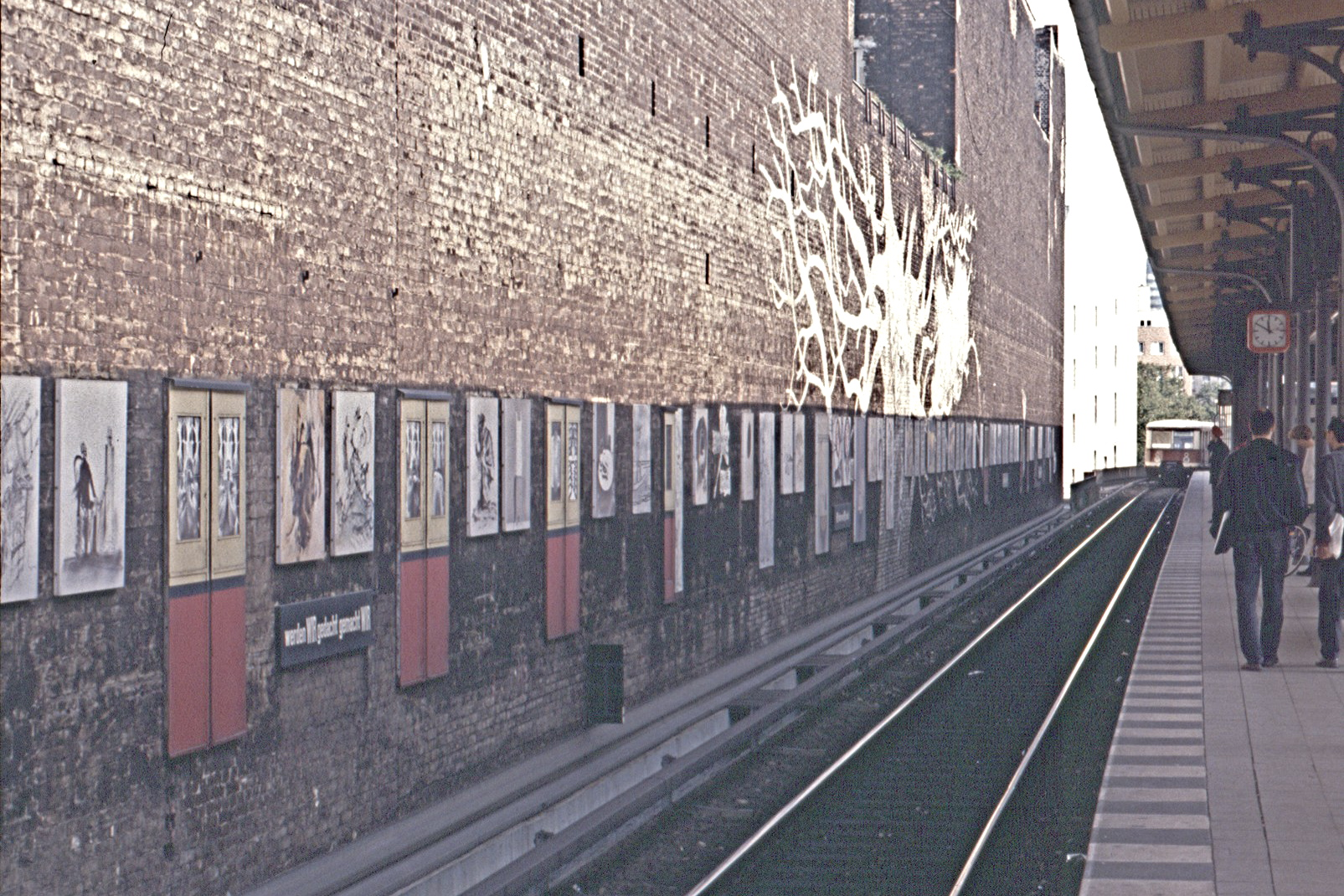
S반 열차의 출입문을 상징하는 Weltbaum II 작품의 일부, 1992년

사비니플라츠 일대에 새로운 택지 지구를 개발하면서 베를린 동물원역과 베를린 샤를로텐부르크역 사이에 추가역이 건설되었다. 역이 건설되기 전에는 1885년부터 1886년까지 건설된 베를린 S반의 고가교만 위치해 있었다. 1896년 8월 1일에 사비니플라츠역이 개통했다. 1934년에는 양쪽 출입구 위쪽에 역 이름이 표시되었고 대합실이 개수되었다. 이 역 주변의 베를린 도심선 고가교에는 어두운 벽돌로 새로운 파사드가 마감되었다.
1986년부터 1989년까지 베를린 동물역과 사비니플라츠역 사이 구간이 개보수되었고, 상부 구조물은 완전히 신축되었다. 승강장과 출입구 건물도 역사적인 배경에 맞게 복원되었다. 서행 S반 승강장 북쪽에 설치된 방화벽에는 약 100 m 규모의 벽화 《Weltbaum II》가 칠해졌다. 벤 바긴(Ben Wagin)이 프로젝트를 지휘했으며, 벽화의 전체적인 주제는 환경 오염이다. 과거 사용된 S반 전동차의 출입문이 벽화의 일부에 포함되어 있다. 요제프 보이스 외 18명이 프로젝트에 참여했다.
2022년 12월에는 S반 역사의 나머지 부분 외에도 방화벽과 《Weltbaum II》 벽화도 건축유산으로 지정되었다.
2015년 말부터 1인 승무용 ZAT-FM이 도입되었다.

## 인접 정차역
| 베를린 S반                         | 베를린 S반 | 베를린 S반                          |
| ---------------------------------- | ---------- | ----------------------------------- |
| 샤를로텐부르크 슈판다우 방면       | S3         | 동물원 에르크너 방면                |
| 샤를로텐부르크 베스트크로이츠 방면 | S5         | 동물원 슈트라우스베르크 노르트 방면 |
| 샤를로텐부르크 포츠담 방면         | S7         | 동물원 아렌스펠데 방면              |
| 샤를로텐부르크 슈판다우 방면       | S9         | 동물원 BER 공항 방면                |

## 참고 문헌
- Berliner S-Bahn-Museum: Die Stadtbahn. Eine Baugeschichte von 1875 bis heute. GVE, Berlin 1996, 2002. ISBN 3-89218-046-6.